# Limnodynastes interioris
Limnodynastes interioris là một loài ếch trong họ Myobatrachidae. Chúng là loài đặc hữu của Úc.
Các môi trường sống tự nhiên của chúng là các khu rừng ôn hòa, đầm nước nhiệt đới hoặc cận nhiệt đới, xavan khô, xavan ẩm, đồng cỏ khô nhiệt đới hoặc cận nhiệt đới vùng đất thấp, sông, sông có nước theo mùa, đầm lầy, đầm nước ngọt, đầm nước ngọt có nước theo mùa, khu vực trữ nước, và ao. Loài này đang bị đe dọa do mất môi trường sống.